# Ulysses Mountain
Ulysses Mountain, aussi appelée mont Ulysse (Mount Ulysses en anglais),, est un sommet de Colombie-Britannique, au Canada. Avec 3 024 mètres d'altitude, c'est le point culminant des chaînons Muskwa (en) et de la partie septentrionale des Rocheuses canadiennes. Il a été gravi pour la première fois le 16 août 1961 par L. Scott Arighi, Arthur Maki et Robert West.

## Toponymie
Le sommet a été baptisé officiellement le 19 décembre 1961, d'après une suggestion de Robert West,. Il est nommé d'après Ulysse, un personnage de l'Odyssée d'Homère, tout comme plusieurs sommets environnants, : le mont Pénélope, le mont Télémaque, le mont Hélène, le mont Euryloque, le mont Circé, le pic Cyclopes ; au nord du sommet se trouve également le glacier Ithaque et à l'est le glacier des Achéens.

## Géographie
Ulysses Mountain est située dans l'Ouest du Canada, dans la province de Colombie-Britannique. Il se trouve à environ 380 kilomètres au nord-nord-ouest de Prince George et 620 kilomètres à l'est-sud-est de Juneau en Alaska. Le sommet s'élève à 3 024 mètres d'altitude, dans les chaînons Muskwa (en), ce qui en fait le point culminant du massif ainsi que de la partie septentrionale des Rocheuses canadiennes. Sa hauteur de culminance est d'environ 2 285 mètres,, ce qui en fait le quatorzième de la province. Il domine la rivière Akie au nord et le lac Sikanni Chief au sud ; le lac Redfern est à douze kilomètres à l'est. La montagne est un pic pyramidal à trois faces : ouest, nord-est et sud-est.

## Histoire
Le sommet a été gravi par pour la première fois le 16 août 1961 par L. Scott Arighi, Arthur Maki et Robert West de l'université du Wisconsin à Madison.

## Activités

### Ascension
L'accès au sommet est compliqué, notamment en raison de l'éloignement de toute route : la plus proche est située environ cinquante kilomètres à l'est. L'approche de l'arête nord-ouest est possible par le glacier Ithaque mais la face pour y accéder est raide, alors que l'arête orientale est accessible par le champ de glace au nord-est, tandis que l'arête sud-ouest est relativement plate jusqu'à 2 800 mètres d'altitude. Cependant, chacune de ces trois arêtes devient très raide au-dessus de 2 800 mètres d'altitude.

### Protection environnementale
Le versant nord-est d'Ulysses Mountain est situé en bordure occidentale du parc provincial Redfern-Keily.